# Paper Street
Paper Street è un singolo di Hell Raton, pubblicato nel 2014 come primo estratto dal primo EP Rattopsy. Il brano vanta la collaborazione di DJ Slait, che aveva già collaborato con Hell Raton in passato.

## Tracce
1. Paper Street (feat. DJ Slait) – 2:45